# Hippolyte Rouby
Hippolyte Rouby, né le 29 mai 1860 à Lapleau (Corrèze) et mort le 21 décembre 1920 à Paris, est un homme politique français.

## Biographie
Médecin, il est maire de sa commune natale et conseiller général. Il est député de la Corrèze de 1902 à 1907, et sénateur de 1907 à 1920.
Son fils est Elie Rouby, qui lui succéda à la mairie de Lapleau.

## Sources
- « Hippolyte Rouby », dans le Dictionnaire des parlementaires français (1889-1940), sous la direction de Jean Jolly, PUF, 1960 [détail de l’édition]